# Coleophora tshiligella
Coleophora tshiligella is een vlinder uit de familie kokermotten (Coleophoridae). De wetenschappelijke naam is voor het eerst geldig gepubliceerd in 1976 door Reznik.
De soort komt voor in Europa.